# Патрік Геррманн
Патрік Геррманн (нім. Patrick Herrmann, нар. 12 лютого 1991, Іллінген) — німецький футболіст, що грав на позиції півзахисника. Відомий виступами у складі національної збірної Німеччини.

## Клубна кар'єра
Починав займатися футболом 1995 року в команді «Угтельфанген» з рідної громади Іллінген. 2004 року перейшов тренуватися в команду «Саарбрюккен», головну команду землі Саар. У 2008 році їм зацікавилася менхенгладбахська «Боруссія» і Патрік вирушив в академію «гладбаха», де пробув один рік, після чого став гравцем другої команди. Провівши до новорічної перерви 8 матчів за другу команду, після неї був підключений до тренувань з основною командою.
Дебютував у Бундеслізі 16 січня 2010 року, вийшовши на заміну на 79-й хвилині замість Філіпа Дамса в домашньому матчі 18-го туру проти «Бохума», який закінчився поразкою менхенгладбахців з рахунком 1:2. 1 травня 2010 року він забив перший гол у Бундеслізі в гостьовому матчі 33 туру проти «Ганновера», який закінчився розгромною поразкою «Боруссії» з рахунком 6:1. Вийшовши замість Каріма Матмура на 46-й хвилині матчу, на 69-й він забив гол. Всього у своєму першому сезоні провів 13 матчів.
9 червня 2010 року Патрік підписав чотирирічний контракт з «Боруссією».
У квітні 2024 оголосив про завершення кар'єри наприкінці сезону. Всього встиг відіграти за менхенгладбаський клуб 351 матч у національному чемпіонаті.

## Виступи за збірні
2006 року дебютував у складі юнацької збірної Німеччини, взяв участь у 36 іграх на юнацькому рівні, відзначившись 9 забитими голами.
Протягом 2010–2013 років залучався до складу молодіжної збірної Німеччини, разом з якою був учасником молодіжного чемпіонату Європи 2013 року, на якому зіграв у трьох матчах і забив один гол. Всього на молодіжному рівні зіграв у 14 офіційних матчах, забив 5 голів.
10 червня 2015 року дебютував в офіційних матчах у складі національної збірної Німеччини в товариській грі проти збірної США (1:2). Всього провів у формі головної команди країни 2 матчі.